# Yalçınkaya gegen Türkei
Der Fall Yüksel Yalçınkaya gegen die Türkei bezieht sich auf eine Rechtsstreitigkeit vor dem Europäischen Gerichtshof für Menschenrechte, die eine Verurteilung eines türkischen Staatsbürgers, Yüksel Yalçınkaya, betrifft. Dieser Artikel behandelt den Fall und die zentralen Aspekte, die zu den Entscheidungen des Gerichts geführt haben. Der EGMR hat am 26. September 2023 in der Rs. Yüksel Yalçınkaya v. Türkiye (15669/20) entschieden, dass eine strafrechtliche Verurteilung, die im Wesentlichen auf die Nutzung einer bestimmten Messenger-App durch den Antragsteller gründet, gegen das Recht auf ein faires Verfahren (Art. 6 Abs. 1 EMRK), die Vereinigungsfreiheit (Art. 11 EMRK) und gegen den Grundsatz nulla poena sine lege (Art. 7 EMRK) verstößt. Der türkische Lehrer Yalçınkaya wurde 2016 nach dem Putschversuch festgenommen und 2017 als angebliches Gülen-Mitglied zu gut sechs Jahren Haft verurteilt.

## Hintergrund
Im Jahr 2016 wurde Yüksel Yalçınkaya, ein Lehrer, von den türkischen Behörden unter dem Verdacht festgenommen, Mitglied einer als "Fetullahistische Terrororganisation / Parallelstruktur des Staates" (FETÖ/PDY) bezeichneten Organisation zu sein. Diese Festnahme erfolgte im Zusammenhang mit dem versuchten Putschversuch vom 15. Juli 2016 in der Türkei.

## Anklage und Verurteilung
Eine Anklage wurde im Jahr 2017 gegen Yüksel Yalçınkaya erhoben, die verschiedene Vorwürfe enthielt, darunter die Nutzung der Telefonanwendung ByLock, verdächtige Bankaktivitäten, Mitgliedschaft in einer Gewerkschaft und einem Verein mit angeblichen terroristischen Verbindungen sowie die Erwähnung eines anonymen Informanten. Im Jahr 2017 wurde er schuldig gesprochen und zu einer Haftstrafe von sechs Jahren und drei Monaten verurteilt.

## Verstoß gegen Menschenrechtskonvention
Yalçınkaya legte beim Europäischen Gerichtshof für Menschenrechte Beschwerde ein und machte geltend, dass seine Verurteilung gegen verschiedene Artikel der Europäischen Menschenrechtskonvention verstoße. Insbesondere berief er sich auf Artikel 6 (Recht auf ein faires Verfahren), Artikel 7 (keine Strafe ohne Gesetz) und Artikel 11 (Versammlungs- und Vereinigungsfreiheit).

## Entscheidung des Gerichts
Die Entscheidung des Europäischen Gerichtshofs für Menschenrechte im Fall Yüksel Yalçınkaya gegen die Türkei fiel zugunsten des Antragstellers aus. Das Gericht stellte fest, dass die Verurteilung von Yalçınkaya aufgrund seiner Nutzung der Anwendung ByLock und anderer Beweise nicht den Anforderungen der nationalen und internationalen Rechtsvorschriften entsprach.
In Bezug auf Artikel 7 betonte das Gericht, dass die Verwendung von ByLock allein nicht ausreichte, um Yalçınkaya als Mitglied einer bewaffneten terroristischen Organisation zu verurteilen. Es war erforderlich, dass bestimmte Kriterien erfüllt waren, die in der nationalen Gesetzgebung klar festgelegt waren.
Artikel 6 betraf das Recht auf ein faires Verfahren. Das Gericht stellte fest, dass Yalçınkaya nicht ausreichend Gelegenheit geboten wurde, die gegen ihn vorgelegten Beweise anzufechten, und dass die Gerichte in Bezug auf die ByLock-Beweise nicht angemessene Schutzmaßnahmen ergriffen hatten.
Das Gericht betonte, dass diese Mängel unvereinbar mit dem Wesen der Verfahrensrechte des Antragstellers gemäß Artikel 6 § 1 waren und das Vertrauen, das Gerichte in einer demokratischen Gesellschaft in der Öffentlichkeit inspirieren müssen, untergruben. Die strafrechtlichen Verfahren gegen den Antragsteller entsprachen daher nicht den Anforderungen eines fairen Verfahrens, was einen Verstoß gegen Artikel 6 § 1 der Konvention darstellte.
Schließlich hatten keine der Gerichte, einschließlich derjenigen, die am Fall des Antragstellers beteiligt waren, die Fragen eines fairen Verfahrens im Zusammenhang mit den ByLock-Beweisen aus der Sicht von Artikel 15 der Konvention oder Artikel 15 der türkischen Verfassung, die ebenfalls Abweichungen in Zeiten des Ausnahmezustands regelt, untersucht. Die türkische Regierung hatte auch keine detaillierten Gründe dafür vorgelegt, ob diese Fragen eines fairen Verfahrens aus den besonderen Maßnahmen während des Ausnahmezustands resultierten und, wenn ja, warum sie notwendig waren oder ob sie eine echte und angemessene Reaktion auf die Notlage darstellten.
Die Beschränkungen der Rechte des Antragstellers im Rahmen eines fairen Verfahrens konnten daher nicht als zwingend erforderlich für die Anforderungen der Situation angesehen werden. Eine gegenteilige Feststellung in solchen Umständen würde die durch Artikel 6 § 1 der Konvention vorgesehenen Schutzmaßnahmen negieren, die immer in erster Linie vom Grundsatz des Rechtsstaats geleitet werden mussten. Eine gültige Abweichung nach Artikel 15 gab den Behörden keine Freikarte, um Verhalten zu praktizieren, das zu willkürlichen Konsequenzen für Einzelpersonen führen könnte.

### Artikel 11 (Versammlungs- und Vereinigungsfreiheit)
Das Gericht stellte fest, dass die gerichtlichen Behörden sich in der Anklageschrift und in den Urteilen auf die Mitgliedschaft des Antragstellers in einer Gewerkschaft und einem Verein gestützt hatten, selbst wenn dies nur als Bestätigung diente, um eine Einmischung in seine Rechte nach Artikel 11 der Konvention darzustellen.
Darüber hinaus wurde der Anwendungsbereich des Artikel 314 des Strafgesetzbuchs auf eine Weise erweitert, die nicht vorhersehbar war und die Mitgliedschaft des Antragstellers in einer Gewerkschaft und einem Verein als Anzeichen für kriminelles Verhalten einschloss, obwohl beide vor dem versuchten Putschversuch rechtmäßig tätig waren.
Die Gerichte hatten nicht erklärt, was die Gewerkschaft und der Verein unternommen hatten, um ihre Auflösung herbeizuführen, oder ob die Mitgliedschaft des Antragstellers darin zur Anstiftung zur Gewalt oder zur Ablehnung der Grundlagen einer demokratischen Gesellschaft geführt hatte.
Eine solche Auslegung hatte den Anwendungsbereich des Gesetzes in einer Weise erweitert, die der Antragsteller nicht hätte voraussehen können, und die Einmischung in seine Rechte war daher nicht "gesetzlich vorgeschrieben", was einen Verstoß gegen Artikel 11 darstellte.

### Weitere Beschwerden
Das Gericht entschied mit 16 Stimmen gegen 1, dass es nicht notwendig sei, die verbleibenden Beschwerden der Antragsteller getrennt zu prüfen: nach Artikel 6 §§ 1 und 3 (Recht auf ein faires Verfahren/wirksame rechtliche Unterstützung) hinsichtlich des angeblichen Mangels an Unabhängigkeit und Unparteilichkeit der Gerichte und der Beschränkungen bei der Kommunikation mit seinem Anwalt; oder nach Artikel 8 (Recht auf Achtung des Privat- und Familienlebens) in Bezug auf IT-Informationen, die in seinem Fall verwendet wurden, und die Behauptung, dass sie unrechtmäßig gesammelt, aufbewahrt und verarbeitet wurden.

### Artikel 41 (gerechte Genugtuung)
Das Gericht entschied mit 10 Stimmen gegen 7, dass die Feststellung einer Verletzung an sich eine ausreichende gerechte Genugtuung für erlittenen immateriellen Schaden darstellte. Es entschied auch mit 14 Stimmen gegen 3, dass die Türkei dem Antragsteller 15.000 Euro (EUR) für Kosten und Auslagen zahlen sollte.

### Artikel 46 (bindende Kraft und Umsetzung)
Das Gericht entschied, dass die Türkei allgemeine Maßnahmen ergreifen müsse, um das Problem anzugehen, das zu den Feststellungen einer Verletzung in diesem Urteil geführt habe, insbesondere in Bezug auf die Vorgehensweise der türkischen Justiz bei der Verwendung von ByLock.

### Separate Meinungen
Richter Schembri Orland, unterstützt von Richtern Pastor Vilanova und Šimáčková, äußerte eine teilweise abweichende Meinung. Richter Krenc und Sârcu legten eine gemeinsame Erklärung mit teilweiser Abweichung ab. Richter Serghides äußerte eine teilweise übereinstimmende, teilweise abweichende Meinung. Richter Ravarani, Bårdsen, Chanturia, Jelić, Felici und Yüksel äußerten eine gemeinsame teilweise abweichende Meinung. Richter Felici äußerte eine teilweise abweichende Meinung. Richter Yüksel äußerte eine teilweise abweichende, teilweise übereinstimmende Meinung.